# Isla de Sacrificios
Isla de Sacrificios (deutsch „Insel der Opfer“) ist eine Insel im Golf von Mexiko in der Nähe des Hafens von Veracruz in Mexiko, 1490 Meter vom Festland entfernt. Die Gewässer um die Insel sind Teil des Meeres-Nationalparks Sistema Arrecifal Veracruzano. Die Insel erhielt ihren Namen durch die Mitglieder der spanischen Expedition von 1518 unter Juan de Grijalva. Nach dem Bericht Verdadera Historia de la Conquista de la Nueva España (Wahrhafte Geschichte der Eroberung von Neuspanien) von Bernal Díaz del Castillo, einem Mitglied der Expedition, fanden die Spanier eindeutige Indizien für Menschenopfer. Deshalb nannten sie die Insel Isla de Sacrificios (Insel der Opfer). Vor dieser Insel sammelten sich die Schiffe der Flotte von Hernán Cortés, um die Landung im Reich der Azteken vorzubereiten. Archäologische Funde von der Insel befinden sich heute im British Museum.
Die Insel ist 380 Meter lang, bis zu 200 Meter breit, und hat einen Flächeninhalt von rund sechs Hektar.